# みそ製造技能士
みそ製造技能士（みそせいぞうぎのうし）とは、国家資格である技能検定制度の一種で、1979年度（昭和54年度）後期より技能検定、みそ製造技能士1級、2級がはじまった。
都道府県知事（問題作成等は中央職業能力開発協会、試験の実施等は都道府県職業能力開発協会）が実施する、みその製造に関する学科及び実技試験に合格した者をいう。職業能力開発促進法により、みそ製造技能士資格を持っていないものがみそ製造技能士と称することは禁じられている。1級合格者は職業訓練指導員 (発酵科)試験の実技試験と学科試験の関連学科が免除され、2級合格者は実技試験が免除される。

## 級別
1級、2級の別がある。1級は7年以上の実務経験、または2級合格後2年以上の実務経験、2級は実務経験2年以上。科目は学科試験は、みそ製造法、微生物および酵素、化学一般、電気、関係法規、安全衛生で、実技試験がある。

## 実技作業試験内容（みそ製造作業）
- 1級：米みそ、麦みそ及び豆みそについて、原料、こうじ及びみその品質の判定を行う。試験時間 = 1時間30分
- 2級：米みそ、麦みそ又は豆みそのうち、いずれか一つを選択し、原料、こうじ及びみその品質等の判定を行う。試験時間 = 1時間